# 馬淵東一

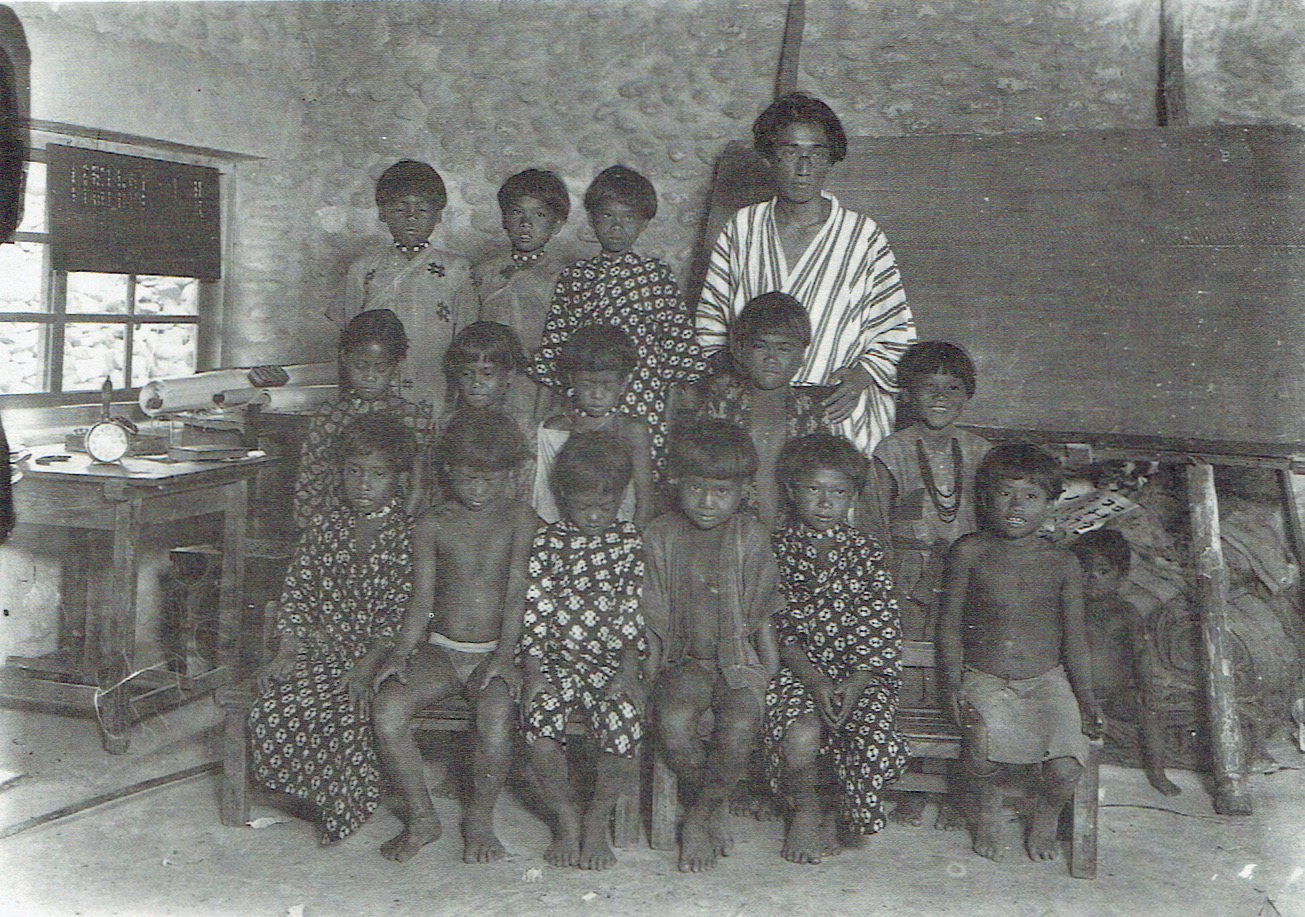
馬淵東一（右上）與台灣原住民雅美族的小孩。1929年

馬淵東一（1909年1月6日—1988年1月8日），日本籍台灣人類學者。

## 生平
出生於日本千葉縣，1931年（昭和6年）畢業於台北帝國大學文政學部史學科。他從學生時代即被台灣文化所吸引，每年暑假入山進行田野調查，畢業後留校擔任助教，後來升到副教授，戰後回到日本，歷經東京都立大學等校教授。
馬淵東一在台灣長達18年，調查對象鎖定於鄒族與布農族，調查內容著重於社會構造、宗教、咒術等，尤其是神話和宗教儀式或與社會組織的關係。他曾主張台灣原住民各族文化上與南洋、琉球等地文化具有關連性。他在台灣進行原住民田野調查所寫下的許多著作，都已成為台灣現今研究人類學及民族學的重要參考文獻。
馬淵東一對台灣懷有深厚情感，逝世後將一半骨灰葬於台灣台東縣池上鄉公墓。

## 著作
- 《台湾高砂族系統所属の研究》（1935年）：移川子之藏、宮本延人、馬淵東一合著
- 《高砂族の分類：學史的回顧》（1953年）
- 《高砂族に関する社会人類学》（1954年）
- 《高砂族の移動および 第1部》（1954年）
- 《慣習土地法と囯有地擬制》（1964年）
- 《インドネシアの社會構造》（1969年）：岸幸一、馬淵東一合著
- 《西南太平洋民族硏究》（1971年）
- 《台湾の民族と文化》（1987年）：宮本延人、瀨川孝吉、馬淵東一合著
- 《馬淵東一座談錄》(1988年)：東京河出書房新社出版。
- 《布農族與鄒族的親屬名稱（二）》，手稿/未出版，台灣政治大學圖書館收藏。

## 譯作
- 《妖術 紛爭.疑惑.咒詛の世界》（1970年）：梅亞（Mair, L.）原著，馬淵東一、喜多村正合譯